# 1470

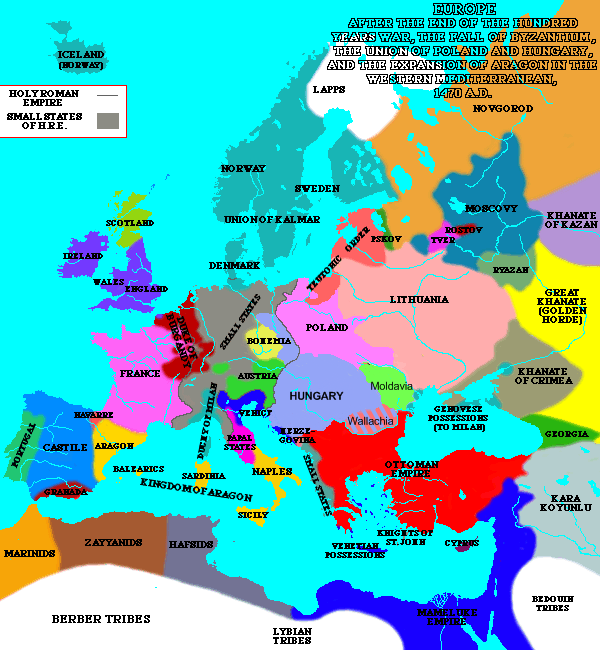
L'Europa nel 1470

Il 1470 (MCDLXX in numeri romani) è un anno  del XV secolo.

## Eventi
- 12 luglio – Presa di Calcide, città greca sull'isola Eubea, da parte dei turchi ai danni dei veneziani.
- Enrico VI d'Inghilterra salì sul trono costringendo alla fuga Edoardo IV.

## Nati

### Febbraio
- 16 febbraio - Eric I di Brunswick-Lüneburg, nobile tedesco († 1540)

### Marzo
- 10 marzo - Alfonso d'Aragona, arcivescovo cattolico spagnolo († 1520)
- 15 marzo - Niccolò Pisano, pittore italiano

### Aprile
- 1º aprile - Andrea Briosco, scultore italiano († 1532)
- 7 aprile - Edward Stafford, II conte di Wiltshire, nobile inglese († 1499)
- 8 aprile - Giovanni Angelo Testagrossa, liutista e cantante italiano († 1530)

### Maggio
- 10 maggio - Ermes Maria Sforza, nobile italiano († 1503)
- 20 maggio - Pietro Bembo, cardinale, scrittore e grammatico italiano († 1547)

### Giugno
- 30 giugno - Carlo VIII di Francia, sovrano francese († 1498)

### Luglio
- 30 luglio - Hongzhi, imperatore cinese († 1505)

### Agosto
- 4 agosto - Lucrezia di Lorenzo de' Medici, nobildonna italiana († 1553)

### Settembre
- 11 settembre - Martin Waldseemüller, cartografo e umanista tedesco († 1521)

### Ottobre
- 2 ottobre - Isabella di Trastámara († 1498)
- 2 ottobre - Isabella d'Aragona, duchessa († 1524)
- 10 ottobre - Selim I, sultano ottomano († 1520)

### Novembre
- 4 novembre - Edoardo V d'Inghilterra, re († 1483)
- 17 novembre - João de Castilho, architetto spagnolo († 1553)
- 20 novembre - Trifone Gabriel, umanista italiano († 1549)
- 28 novembre - Wen Zhengming, pittore cinese († 1559)

### Dicembre
- 5 dicembre - Willibald Pirckheimer, umanista, politico e giurista tedesco († 1530)
- 28 dicembre - Aulo Giano Parrasio, filosofo, umanista e scrittore italiano († 1521)

### Senza giorno specificato
- Agnese di Montefeltro († 1523)
- Agnolo di Polo, scultore italiano († 1528)
- Angelo Gabriel, nobile, politico e umanista italiano († 1533)
- Citolo da Perugia, condottiero italiano († 1510)
- Eleonora Bentivoglio, nobildonna italiana († 1540)
- Erik Johansson Vasa, nobile svedese († 1520)
- Giovanni Battista de Tassis, nobile († 1541)
- Girolamo di Benvenuto, pittore italiano († 1524)
- Johann von Waldburg-Sonnenberg, nobile tedesco († 1510)
- Ludovico Abenavoli, condottiero italiano
- Simón de Alcazaba y Sotomayor, esploratore portoghese († 1535)
- Rodrigo Alemán, scultore e intagliatore spagnolo († 1542)
- Jacopo III Alighieri, nobile, politico e poeta italiano
- Laurentius Andreae, religioso svedese († 1552)
- Girolamo Angeriano, umanista italiano († 1535)
- Hans Backoffen, scultore tedesco († 1519)
- Marco Basaiti, pittore italiano († 1530)
- Jean Bellegambe, pittore francese
- Gianfrancesco Bonzagna, medaglista, incisore e orafo italiano († 1548)
- Francesco di Borbone-Vendôme, nobile francese († 1495)
- Giovanni Borgia, cardinale e arcivescovo cattolico spagnolo († 1500)
- Anselmo Botturnio, teologo italiano († 1530)
- Antonio Carloni, scultore e architetto svizzero
- Bernardino de Conti, pittore italiano († 1523)
- Pietro Coppo, geografo e cartografo italiano († 1555)
- Michelotto Corella, mercenario, assassino e generale spagnolo († 1508)
- Juan Díaz de Solís, esploratore spagnolo († 1516)
- Giovanni Battista Doria, doge († 1554)
- Jan van Dornicke, pittore fiammingo († 1527)
- Bernardo Dovizi da Bibbiena, cardinale, diplomatico e drammaturgo italiano († 1520)
- Puraṃdara Dāsa, compositore indiano († 1564)
- Johann Eberlin von Günzburg, teologo tedesco († 1533)
- Gregor Erhart, scultore tedesco († 1540)
- Henri Estienne il Vecchio,  francese († 1520)
- Francesco Feliciano de Scolari, matematico italiano († 1542)
- Pier Francesco Florenzuoli, architetto italiano († 1535)
- Calbus Fribergius, medico e mineralogista tedesco († 1540)
- Andrea Fusina, scultore italiano († 1526)
- Agostino Giustiniani, vescovo cattolico italiano († 1536)
- Michail Glinskij, militare lituano († 1534)
- Gonzalo Guerrero, marinaio spagnolo († 1536)
- Bartolomeo Guidiccioni, cardinale e vescovo cattolico italiano († 1549)
- Gabriel Alonso de Herrera, agronomo spagnolo († 1539)
- Tommaso Inghirami, letterato e umanista italiano († 1516)
- João de Lisboa, esploratore portoghese († 1525)
- Francisco Lloris y de Borja, cardinale e patriarca cattolico italiano († 1506)
- Benedetto Luschino, scrittore italiano
- Astorre IV Manfredi, condottiero italiano († 1509)
- Guillaume de Marcillat, pittore francese († 1529)
- Girolamo Morone, politico italiano († 1529)
- Pánfilo de Narváez, esploratore spagnolo († 1528)
- Søren Norby, ammiraglio danese († 1530)
- Sante Pagnini, biblista e monaco cristiano italiano († 1536)
- Antonio di Simone Petrarca, storico italiano († 1542)
- Vasco de Quiroga, vescovo cattolico e giudice spagnolo († 1565)
- Robert Stuart d'Aubigny, militare francese († 1544)
- Taddeo Taddei, mecenate e umanista italiano († 1529)
- Tang Yin, pittore cinese († 1523)
- Ugo da Carpi, incisore italiano († 1532)
- Francesco Verla, pittore italiano († 1521)
- Polidoro Virgili, umanista, storico e presbitero italiano († 1555)
- Timoteo Viti, pittore italiano († 1523)
- Francesco II d'Orléans-Longueville, nobile francese († 1512)
- Francesco da Jesi, religioso italiano († 1549)
- Michele da Verona, pittore italiano
- Estienne de La Roche, matematico francese († 1530)
- Garcia de Resende, poeta e storiografo portoghese († 1536)
- Jacopino Scipioni, pittore italiano († 1532)

## Morti
- 2 gennaio - Heinrich Reuß von Plauen, nobile tedesco
- 13 febbraio - Salvatore Cubello, nobile italiano (n. 1404)
- 6 marzo - Medea Colleoni, nobildonna italiana (n. 1455)
- 17 marzo - Giovanni da Tolentino, nobile e condottiero italiano
- 16 aprile - Tommaso Benci, mercante, poeta e scrittore italiano (n. 1427)
- 20 aprile - Timoteo Maffei, arcivescovo cattolico italiano (n. 1415)
- 5 maggio - Lucio di Savoia, religioso italiano
- 15 maggio - Carlo VIII di Svezia, sovrano (n. 1409)
- 15 luglio - Alexander Gordon, I conte di Huntly, nobile scozzese
- 8 agosto - Sallustio Malatesta, nobile italiano (n. 1450)
- 19 agosto - Richard Olivier de Longueil, cardinale francese (n. 1406)
- 21 agosto - Cristoforo da Soldo, storico italiano
- 31 agosto - Federico II di Vaudémont, nobile francese
- 6 settembre - Giovanni Antonio da Faye, storiografo e poeta italiano (n. 1409)
- 18 settembre - Ferdinando d'Aviz, principe portoghese (n. 1433)
- 4 ottobre - Rodrigo Sánchez de Arévalo, vescovo cattolico spagnolo (n. 1404)
- 5 ottobre - Matteo Carreri, religioso italiano (n. 1420)
- 18 ottobre - John Tiptoft, I conte di Worcester, politico inglese (n. 1427)
- 23 novembre - Gastone di Foix-Navarra, nobile (n. 1444)
- 16 dicembre - Giovanni II di Lorena, duca francese (n. 1424)
- 23 dicembre - Corrado da Fogliano, condottiero italiano
- Graziolo Accarisi, giurista e politico italiano (n. 1380)
- Giorgio Amiroutzes, letterato bizantino (n. 1400)
- Giovan Battista Bracciolini, religioso e storico italiano (n. 1439)
- Michele Critoboulos, politico e storico bizantino (n. 1410)
- Paolo Erizzo, politico italiano (n. 1411)
- Ibn Taghribirdi, storico egiziano (n. 1410)
- Valerio Galeotto Malatesta, nobile e religioso italiano
- Giacomo Mariani, vescovo cattolico italiano
- Alfonso Martínez de Toledo, scrittore e presbitero spagnolo (n. 1398)
- Bruno Mazzei, orafo italiano (n. 1389)
- Matteo Nuti, architetto italiano
- Maria Ormani, religiosa, calligrafa e miniatrice italiana (n. 1428)
- Demetrio Paleologo, bizantino (n. 1407)
- Tord Pedersson Bonde, religioso svedese
- Luca Pulci, poeta italiano (n. 1431)
- Paolo Romano, scultore e orafo italiano
- Rum Mehmed Pascià, militare e politico ottomano
- Xia Chang, pittore e politico cinese (n. 1388)
- Antonio da Fabriano, vescovo cattolico italiano
- Nicolò dall'Aste, vescovo cattolico, teologo e medico italiano

## Calendario
| Calendario 1470 | Calendario 1470 | Calendario 1470 | Calendario 1470 | Calendario 1470 | Calendario 1470 | Calendario 1470 | Calendario 1470 | Calendario 1470 | Calendario 1470 | Calendario 1470 | Calendario 1470 | Calendario 1470 | Calendario 1470 | Calendario 1470 | Calendario 1470 | Calendario 1470 | Calendario 1470 | Calendario 1470 | Calendario 1470 | Calendario 1470 | Calendario 1470 | Calendario 1470 | Calendario 1470 | Calendario 1470 | Calendario 1470 | Calendario 1470 | Calendario 1470 | Calendario 1470 | Calendario 1470 | Calendario 1470 | Calendario 1470 | Calendario 1470 |
| --------------- | --------------- | --------------- | --------------- | --------------- | --------------- | --------------- | --------------- | --------------- | --------------- | --------------- | --------------- | --------------- | --------------- | --------------- | --------------- | --------------- | --------------- | --------------- | --------------- | --------------- | --------------- | --------------- | --------------- | --------------- | --------------- | --------------- | --------------- | --------------- | --------------- | --------------- | --------------- | --------------- |
|                 | 1               | 2               | 3               | 4               | 5               | 6               | 7               | 8               | 9               | 10              | 11              | 12              | 13              | 14              | 15              | 16              | 17              | 18              | 19              | 20              | 21              | 22              | 23              | 24              | 25              | 26              | 27              | 28              | 29              | 30              | 31              |                 |
| Gennaio         | Lu              | Ma              | Me              | Gi              | Ve              | Sa              | Do              | Lu              | Ma              | Me              | Gi              | Ve              | Sa              | Do              | Lu              | Ma              | Me              | Gi              | Ve              | Sa              | Do              | Lu              | Ma              | Me              | Gi              | Ve              | Sa              | Do              | Lu              | Ma              | Me              |                 |
| Febbraio        | Gi              | Ve              | Sa              | Do              | Lu              | Ma              | Me              | Gi              | Ve              | Sa              | Do              | Lu              | Ma              | Me              | Gi              | Ve              | Sa              | Do              | Lu              | Ma              | Me              | Gi              | Ve              | Sa              | Do              | Lu              | Ma              | Me              |                 |                 |                 |                 |
| Marzo           | Gi              | Ve              | Sa              | Do              | Lu              | Ma              | Me              | Gi              | Ve              | Sa              | Do              | Lu              | Ma              | Me              | Gi              | Ve              | Sa              | Do              | Lu              | Ma              | Me              | Gi              | Ve              | Sa              | Do              | Lu              | Ma              | Me              | Gi              | Ve              | Sa              |                 |
| Aprile          | Do              | Lu              | Ma              | Me              | Gi              | Ve              | Sa              | Do              | Lu              | Ma              | Me              | Gi              | Ve              | Sa              | Do              | Lu              | Ma              | Me              | Gi              | Ve              | Sa              | Do              | Lu              | Ma              | Me              | Gi              | Ve              | Sa              | Do              | Lu              |                 |                 |
| Maggio          | Ma              | Me              | Gi              | Ve              | Sa              | Do              | Lu              | Ma              | Me              | Gi              | Ve              | Sa              | Do              | Lu              | Ma              | Me              | Gi              | Ve              | Sa              | Do              | Lu              | Ma              | Me              | Gi              | Ve              | Sa              | Do              | Lu              | Ma              | Me              | Gi              |                 |
| Giugno          | Ve              | Sa              | Do              | Lu              | Ma              | Me              | Gi              | Ve              | Sa              | Do              | Lu              | Ma              | Me              | Gi              | Ve              | Sa              | Do              | Lu              | Ma              | Me              | Gi              | Ve              | Sa              | Do              | Lu              | Ma              | Me              | Gi              | Ve              | Sa              |                 |                 |
| Luglio          | Do              | Lu              | Ma              | Me              | Gi              | Ve              | Sa              | Do              | Lu              | Ma              | Me              | Gi              | Ve              | Sa              | Do              | Lu              | Ma              | Me              | Gi              | Ve              | Sa              | Do              | Lu              | Ma              | Me              | Gi              | Ve              | Sa              | Do              | Lu              | Ma              |                 |
| Agosto          | Me              | Gi              | Ve              | Sa              | Do              | Lu              | Ma              | Me              | Gi              | Ve              | Sa              | Do              | Lu              | Ma              | Me              | Gi              | Ve              | Sa              | Do              | Lu              | Ma              | Me              | Gi              | Ve              | Sa              | Do              | Lu              | Ma              | Me              | Gi              | Ve              |                 |
| Settembre       | Sa              | Do              | Lu              | Ma              | Me              | Gi              | Ve              | Sa              | Do              | Lu              | Ma              | Me              | Gi              | Ve              | Sa              | Do              | Lu              | Ma              | Me              | Gi              | Ve              | Sa              | Do              | Lu              | Ma              | Me              | Gi              | Ve              | Sa              | Do              |                 |                 |
| Ottobre         | Lu              | Ma              | Me              | Gi              | Ve              | Sa              | Do              | Lu              | Ma              | Me              | Gi              | Ve              | Sa              | Do              | Lu              | Ma              | Me              | Gi              | Ve              | Sa              | Do              | Lu              | Ma              | Me              | Gi              | Ve              | Sa              | Do              | Lu              | Ma              | Me              |                 |
| Novembre        | Gi              | Ve              | Sa              | Do              | Lu              | Ma              | Me              | Gi              | Ve              | Sa              | Do              | Lu              | Ma              | Me              | Gi              | Ve              | Sa              | Do              | Lu              | Ma              | Me              | Gi              | Ve              | Sa              | Do              | Lu              | Ma              | Me              | Gi              | Ve              |                 |                 |
| Dicembre        | Sa              | Do              | Lu              | Ma              | Me              | Gi              | Ve              | Sa              | Do              | Lu              | Ma              | Me              | Gi              | Ve              | Sa              | Do              | Lu              | Ma              | Me              | Gi              | Ve              | Sa              | Do              | Lu              | Ma              | Me              | Gi              | Ve              | Sa              | Do              | Lu              |                 |